# Kałasznyky (rejon połtawski)
Kałasznyky (ukr. Калашники) – wieś na Ukrainie, w obwodzie połtawskim, w rejonie połtawskim, w hromadzie Maczuchy. W 2001 liczyła 468 mieszkańców.